# Зюдліхес-Ангальт
Зюдліхес-Ангальт або Південний Ангальт (нім. Südliches Anhalt) — місто в Німеччині, розташоване в землі Саксонія-Ангальт. Входить до складу району Ангальт-Біттерфельд.
Площа — 191,60 км2. Населення становить 13 146 ос. (станом на 31 грудня 2021).